# Бертрам, Георг
Георг Бертрам (нем. Georg Bertram; 27 апреля 1882 года, Берлин — 14 июля 1941 года, Нью-Йорк) — немецкий пианист и музыкальный педагог.

## Биография
Учился у Эрнста Едлички, затем изучал также дирижирование под руководством Ханса Пфицнера и композицию у Филиппа Рюфера. В 1903—1933 гг. преподавал в Консерватории Штерна; среди его учеников, в частности, Сальвадор Лей, Lilly Dymont. Как солист выступал с такими дирижёрами, как Вильгельм Фуртвенглер, Бруно Вальтер, Карл Мук. Гастролировал в Польше, Швеции, Англии, Нидерландах. Осуществил в 1924—1928 гг. ряд записей, в том числе несколько этюдов Фридерика Шопена, Вариации на тему Бетховена Камиля Сен-Санса (редакция для двух фортепиано, с Каролем Шретером), фортепианное трио П. И. Чайковского «Памяти великого художника» (с Рудольфом Деманом и Карлом Дехертом), концерт для четырёх клавиров с оркестром Антонио Вивальди (с Бруно Эйснером, Леонидом Крейцером и Францем Осборном, Берлинский филармонический оркестр, дирижёр Хайнц Унгер).
С приходом к власти нацистов некоторое время выступал в концертных программах Еврейского культурного союза (в частности, вместе со струнным квартетом Бориса Кройта). Затем смог покинуть Германию, с 1936 г. в США.